# Penstemon caryi
Penstemon caryi är en grobladsväxtart som beskrevs av Pennell.. Penstemon caryi ingår i släktet penstemoner, och familjen grobladsväxter. Inga underarter finns listade i Catalogue of Life.